# Gilbert Schlick
 (décembre 2021).
Gilbert Schlick est un juge camerounais, qui s'est bâti une réputation d'incorruptible dans le cadre de l'Opération Épervier et est connu pour la tenue des élections à bulletin unique du 11 décembre 2021 à la tête de la Fecafoot.

## Biographie

### Enfance, éducation et débuts
Gilbert Schlick est de père allemand et de mère camerounaise.

### Carrière
| Vidéo externe | |
|               | Gilbert Schlick - Samuel Eto'o, Election Fecafoot 2021, NAJA TV Quelques images des vœux du Président de la commission électorale Gilbert Schlick au nouveau Président élu de la Fecafoot Samuel Eto'o après une journée d'élection |

Gilbert Schlick construit sa réputation lors de l'Opération Épervier (Cameroun). En mai 2012, ce juge réputé incorruptible, acquitte Jean-Marie Atangana Mebara, pour « faits non établis » dans l’affaire Albatros,.
Le 11 décembre, il dirige les élections à bulletin unique à la tête de la Fecafoot qui voit Samuel Eto'o devenir le 17ième président de cette institution,,.